# Галерея Forbes
Галерея Forbes (англ. Galleries Forbes) — художественная галерея, в которой хранилась коллекция произведений искусств Малькольма Форбса. Была закрыта в ноябре 2014 года. Располагалась в здании Forbes на Пятой авеню между Западными 12-й и 13-й улицами в районе Гринвич-Виллидж в Манхэттене, штат Нью-Йорк, США.
Коллекция возникла из коллекции игрушек Форбса, большая часть которых была продана с аукциона. Среди заметных экспонатов галереи можно назвать «Олимпийское золото», коллекцию медалей и других предметов коллекционирования от некоторых из выдающихся олимпийцев мира, несколько яиц Фаберже, армаду из 500 кораблей в миниатюре и 12 000 игрушечных солдатиков, а также одно из первых изданий игры Монополия.
Музей был более популярен среди гостей города, чем среди ньюйоркцев.